# Bulwary nad Brdą (Bydgoszcz)

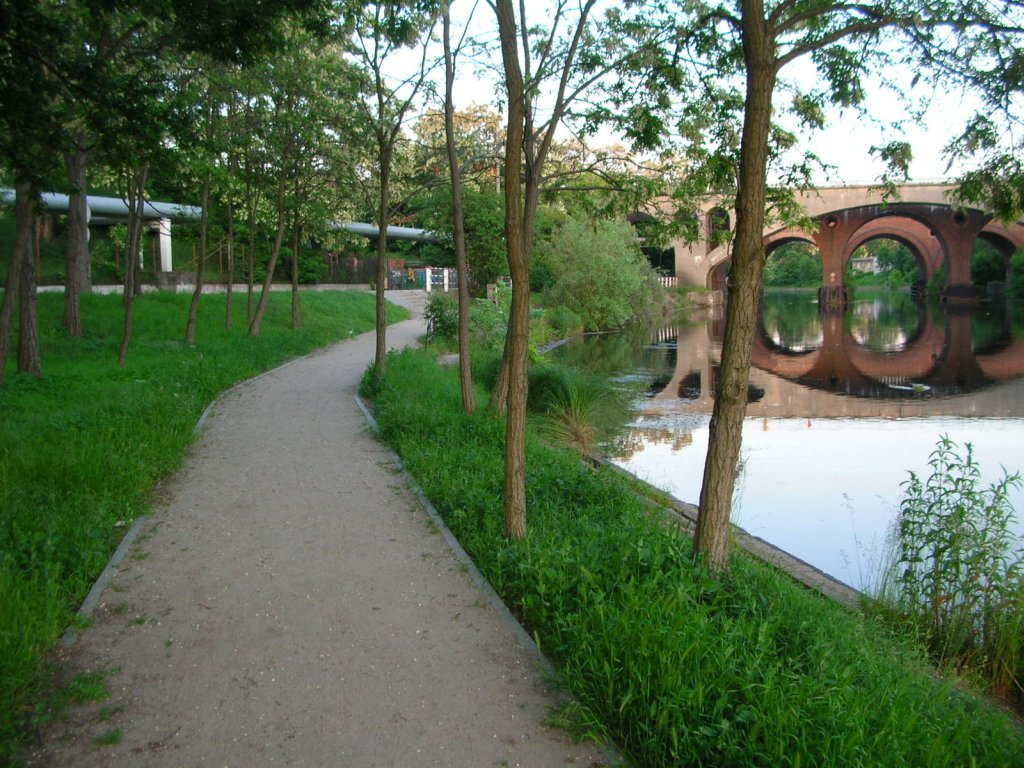
Bulwar nad Brdą w okolicy mostów kolejowych

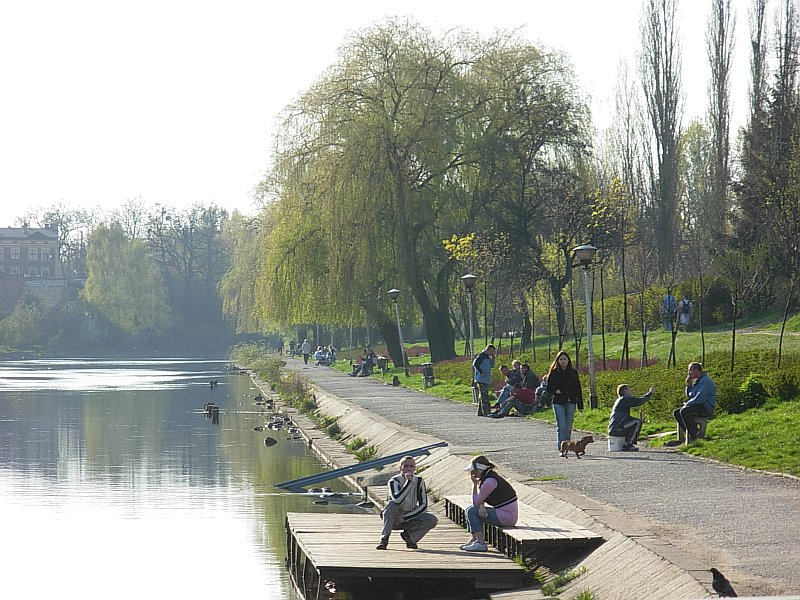
Bulwar przy ul. Królowej Jadwigi

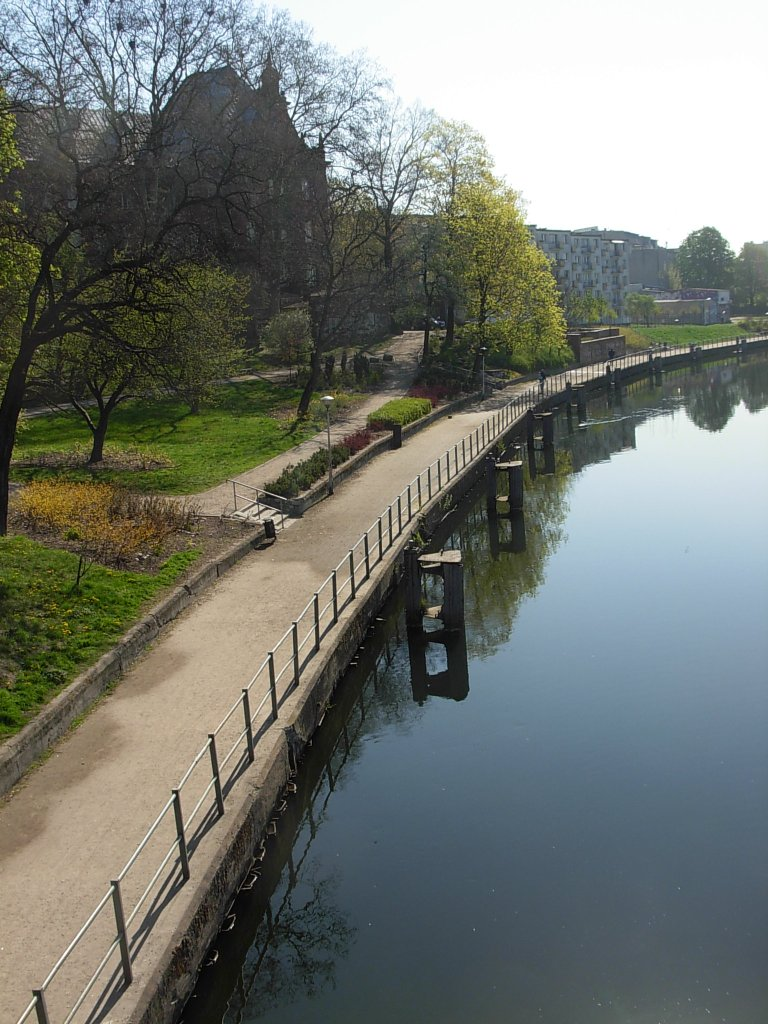
na zapleczu budynku Dyrekcji Kolei

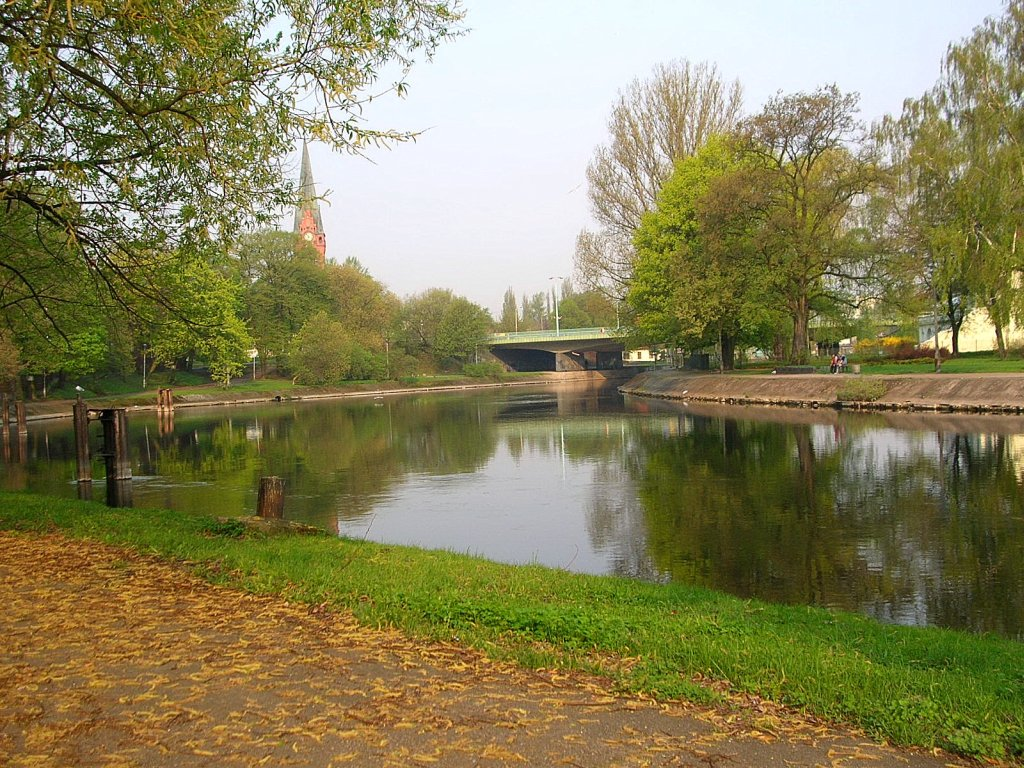
Przy moście Bernardyńskim

Bulwary nad Brdą – bulwary spacerowe nad rzeką Brdą w Bydgoszczy, otoczone zielenią urządzoną i terenami parkowymi.

## Lokalizacja
Bulwary nad Brdą w formie urządzonego i zagospodarowanego traktu spacerowo-wypoczynkowego posiadają długość około 5 km i rozpoczynają się na zachód od mostów kolejowych (Jachcice). Najbardziej reprezentacyjny odcinek bulwarów występuje w rejonie Starego Miasta (od mostów Solidarności do mostu Bernardyńskiego), lecz na tym odcinku przebiega przez teren zurbanizowany. Formę zielonego ciągu spacerowo-wypoczynkowego bulwar ponownie zyskuje na wschód od mostu Bernardyńskiego, na długości ok. 2 km. Na tym odcinku, kończącym się przy moście Pomorskim trakty spacerowe występują po obu stronach Brdy, a pas zieleni wokół rzeki osiąga szerokość ok. 100 m.
Prawie na całej długości plant nad Brdą pływa Bydgoski Tramwaj Wodny.

## Powierzchnia
Według informacji Wydziału Gospodarki Komunalnej i Ochrony Środowiska Urzędu Miasta Bydgoszczy, w 2010 r. tereny zieleni parkowej przy plantach nad Brdą posiadały powierzchnię 15,4 ha. Na poszczególne odcinki bulwaru nad Brdą przypadały następujące obszary zieleni:
- od mostów kolejowych do mostu Królowej Jadwigi z parkiem przy ul. Unii Lubelskiej: 4,08 ha,
- od mostu Królowej Jadwigi do mostów Solidarności: 1,55 ha,
- wzdłuż ulicy Stary Port od mostu Sulimy-Kamińskiego do mostu Bernardyńskiego: 0,31 ha,
- od mostu Bernardyńskiego do ul. Żupy: 2,52 ha,
- od mostu Bernardyńskiego do mostu Pomorskiego po północnej stronie rzeki: 3,90 ha,
- od mostu Pomorskiego do mostu Kazimierza Wielkiego: 2,72 ha,
- od mostu Kazimierza Wielkiego do Kartodromu: 0,33 ha.

## Historia
Tereny położone nad Brdą są najstarszym obszarem parkowym w Bydgoszczy. Wzdłuż rzeki mieszczanie tworzyli przydomowe ogrody. W latach 1601–1604 r. okazały ogród nad Brdą założyli bernardyni, zaś w 1631 r. bernardyn Piotr posadził pierwszy szpaler drzew przydrożnych. Jednym z opatów w XVII wieku był Paweł z Łęczycy, prekursor upiększania miasta, założyciel rozległych ogrodów klasztornych na przedmieściu Babia Wieś. Był to najstarszy w Bydgoszczy park, choć nie wiadomo, czy rosnące tam dzisiaj drzewa: kilkusetletnie dęby, lipy, buki, topole, wierzby, graby i jesiony mają z nim związek.
Wzdłuż Brdy, po obu jej stronach wiodły ścieżki holownicze, wykorzystywane od czasów najdawniejszych, a szczególnie w wieku XIX, kiedy wzrosła intensywność żeglugi w Bydgoskim Węźle Wodnym. Ulubionym miejscem spacerów bydgoszczan była obficie zadrzewiona droga nadbrzeżna po północnej stronie Brdy. Droga ta ciągnie się na przestrzeni kilku kilometrów od Jachcic do młynów Kentzera, a miejscami i dalej aż do ujścia Brdy do Wisły.
Zadrzewienie plant odbywało się w przeciągu dłuższego czasu, niektóre odcinki już w XIX wieku obfitowały w zieleń, jednakże uporządkowanie całego ciągu spacerowego odbywało się w latach 1914–1925 i w roku 1936. Powstał wówczas szlak spacerowy na lewym brzegu Brdy o długości 4,5 km, od Jachcic do młynów Kentzera.
Przy drodze spacerowej nad Brdą rosło wiele gatunków drzew liściastych: kasztanowiec biały i czerwony, lipa drobnolistna, klon pospolity, wierzba biała, wierzba biała o formie zwisłej, robinia i inne.
Po prawej, południowej stronie Brdy gęstość zadrzewienia była większa, ale droga przerywana przez tereny portowe, zakłady przemysłowe, tartaki i domy klubowe sportów wodnych. Jednak pewne odcinki należały do pięknych dróg spacerowych.
W 1936 r. w przewodniku Wojciecha Rzeźniackiego napisano: „Rzeka Brda w obrębie miasta płynie wśród pięknej zieleni, łąk, kwiatów, krzewów i drzew”.

## Charakterystyka
Bulwary nad Brdą stanowią rozległy teren rekreacyjno-spacerowy w pasie nadbrzeżnym rzeki Brdy. Możliwe do eksploracji są nabrzeża począwszy od granic miasta (Smukała, Janowo), aż do Brdyujście, lecz zieleń urządzona występuje na odcinku ok. 5 km od Jachcic po Bartodzieje.
Bulwar wzdłuż Brdy stanowi jeden z najatrakcyjniejszych szlaków spacerowych i turystycznych w Bydgoszczy, gdyż umożliwia nie tylko odpoczynek wśród zieleni, ale także obserwację bydgoskiego waterfrontu – elewacji miasta od strony rzeki, wraz z odbijającymi swe wizerunki w wodzie budynkami. Stanowi także „salon miasta”, w którym odbywają się różnorodne imprezy kulturalne, rozrywkowe i sportowe.
W rejonie staromiejskim godne zobaczenia są wodne wizerunki:
- bydgoskich zabytków – m.in. katedry oraz spichrzy;
- budynków municypalnych – m.in. Poczty Głównej i budynku Dyrekcji Kolei;
- budynków poprzemysłowych – m.in. Młynów Rothera i Kentzera, obiektów WSG (dawna garbarnia Buchholza), budynku PZU;
- budowli nowoczesnych – m.in. Opery Nova, spichrzy BRE Banku, hali „Łuczniczka”;
- kamienic nad Brdą oraz Młynówką (Wenecja Bydgoska, ul. Przyrzecze, ul. Stary Port).
- mostów  – m.in. kolejowych, Królowej Jadwigi, Solidarności, Sulimy-Kamińskiego, Bernardyńskiego i Pomorskiego oraz dwóch mostów dla pieszych.

### Bulwary z zielenią urządzoną
Podstawowym obszarem spacerowym wzdłuż Brdy jest bulwar po północnej stronie rzeki rozpoczynający się na Jachcicach i kończący przy moście Pomorskim oraz we fragmentach bulwar po południowej stronie rzeki.
Na tym obszarze znajdują się większe obszary zieleni, które stanowią odrębne parki: Wyspa Młyńska i park Centralny. Natomiast między mostem Bernardyńskim, a kładką przez Brdę po stronie południowej znajduje się tzw. dzielnica wioślarzy, gdyż swoje przystanie ma tu większość bydgoskich klubów sportowych. Obszar ten jest zagospodarowany zielenią, spotyka się także okazy starodrzewu.

### Bulwary z zielenią nieurządzoną

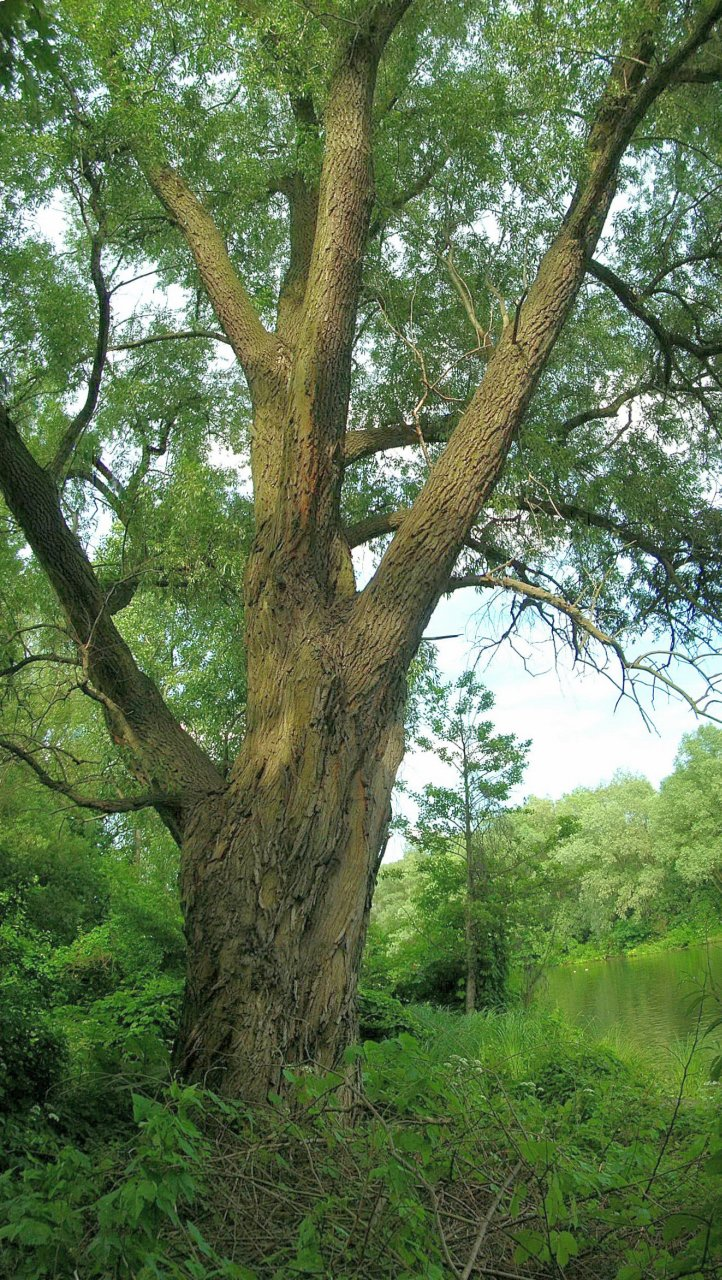
Wierzba o wymiarach pomnika przyrody nad Brdą na zapleczu toru kartingowego

Potencjalne miejsca rekreacji i popularne miejsca spacerów stanowią także nabrzeża Brdy na odcinkach, gdzie zieleń nie jest (jeszcze) urządzona.
Należą do nich m.in. tereny nadrzeczne w północno-zachodniej części miasta, w Smukale, Opławcu, Piaskach, Czyżkówku, Jachcicach. Brda ma w tym rejonie charakter rzeki naturalnej, o czystej wodzie i bystrym nurcie, obficie zadrzewionych brzegach, otoczonych łąkami i polanami.
Kolejny obszar stanowią tereny Brdy dolnej, poniżej mostu Pomorskiego. Po północnej stronie rzeki prowadzi ścieżka spacerowa, która dociera do toru kartingowego. Natomiast po stronie południowej znajduje się obszar zieleni, przeznaczony pod kolejny miejski park.
W latach 2006–2007 w ramach programu InWater wykonano koncepcję programowo-przestrzenną zagospodarowania bulwarów nad rzeką Brdą, która przewiduje m.in. zagospodarowanie bulwarów na odcinku most Pomorski-most Kazimierza Wielkiego.
Część zachodnia tego obszaru przeznaczona jest na strefę rekreacji rodzinnej, a wschodnia na strefę aktywności sportowej
Następnym atrakcyjnym krajobrazowo miejscem jest wyspa rzeczna na Zimnych Wodach, która stanowi ostoję ptaków i mieści na swoim obszarze pole do nauki golfa. Natomiast na odcinku ujściowym Brdy najciekawszymi terenami zielonymi są:
- las łęgowy po południowej stronie Brdy między mostem kolejowym magistrali węglowej, a kolejowym mostem portowym;
- starodrzew i ostroga rzeczna przy moście Portowym;
- nabrzeże toru regatowego.

Bujny las łęgowy i niepowtarzalne krajobrazy można spotkać w Brdyujściu na półwyspie oddzielającym Brdę od Wisły. Można tam obserwować w pełnej okazałości największe w Polsce zakole Wisły oraz pas terenu zmieniający swą długość w zależności od poziomu wody w Wiśle.

## Rewitalizacja
Bulwary nad Brdą są ważnym elementem Bydgoskiego Węzła Wodnego i zajmują jedną z kluczowych pozycji w programie jego rewitalizacji, który jest jednym ze strategicznych przedsięwzięć realizowanych od lat 90. XX wieku przez miasto Bydgoszcz.
W 2009 r. w Lokalnym Planie Rewitalizacji Miasta Bydgoszczy zapisano projekt pod nazwą „Bydgoski Węzeł Wodny – rewitalizacja bulwarów i nabrzeży”. Jego koszt opiewa na 18 mln zł. Uzyskał on dofinansowanie unijne w wysokości 11,7 mln zł w ramach Regionalnego Programu Operacyjnego Województwa Kujawsko-Pomorskiego na lata 2007-2013.
Projekt obejmuje przebudowę umocnień nabrzeża lewej strony Brdy wraz z zagospodarowaniem bulwarów, na odcinku od mostów kolejowych do mostów Solidarności oraz od mostu Bernardyńskiego do mostu Pomorskiego. Przedmiotem zamierzenia jest budowa czterech przystanków tramwaju wodnego, budowa ścieżek pieszych i rowerowych, placów zabaw, pomostów, tablic informacyjnych oraz nasadzeń drzew i krzewów.
W ramach zadania w latach 2022-2023 poddano rewitalizacji odcinek od mostu Bernardyńskiego do ul. Uroczej, w wyniku czego kosztem blisko 8,5 mln zł powstał tu ciąg pieszo-rowerowy z elementami małej architektury, miejsce do cumowania oraz nowy taras widokowy. Ponadto na powierzchni 500 metrów kwadratowych dokonano nowych nasadzeń. Przy dawnej przystani wioślarskiej zaprojektowano nową, szerszą kładkę; usunięto także stalową konstrukcję po dawnym klubie Trip.
W 2021 mieszkańcy osiedla Bartodzieje w Bydgoskim Budżecie Obywatelskim wybrali projekt oczyszczenia przejścia wzdłuż Brdy od ul. Żabiej do Mostu Kazimierza Wielkiego – prace wykonano w 2023. Następnie miasto w 2022 zgłosiło rewitalizację bulwarów do dofinansowania z Polskiego Ładu – dwukrotnie takie dofinansowanie otrzymano (w wysokości po 30 mln zł) na odcinki:
- Krakowska – Most Pomorski – Żabia (pierwotnie zgłoszono odcinek do Kazimierza Wielkiego, ale następnie skrócono go ze względów finansowanych[14]) oraz Wyspa Świętej Barbary (w 2024 wybrano wykonawcę – firmę Strabag[15])
- Żabia – Kazimierza Wielkiego (w kwietniu 2025 r. wybrano wykonawcę – Arsleff[16])

Dodatkowo w Programie Rozwoju Bydgoszczy na lata 2009–2014 przewidziano projekt pod nazwą: „Arboretum – Zielone Nabrzeże Brdy”. Obejmuje on rozbudowę terenów zielonych, arboretum i alpinarium na terenie Wyższej Szkoły Gospodarki w Bydgoszczy od strony rzeki Brdy. Celem jest stworzenie w centrum Bydgoszczy ogólnodostępnego parku (1,5 ha) z opisaną ścieżką dydaktyczno-edukacyjną oraz z atrakcjami wodnymi. Projekt ma także doprowadzić do rekultywacji i uatrakcyjnienia nabrzeża Brdy, w tym także przystanku tramwaju wodnego.
Przewidywany czas realizacji przypada na lata 2009–2012 r., a koszt 0,6 mln zł.

## Pomniki przyrody
Na terenie plant oraz w otoczeniu rzeki Brdy w Bydgoszczy znajduje się 31 okazów pomników przyrody.
Pomniki przyrody w otoczeniu rzeki Brdy w Bydgoszczy:

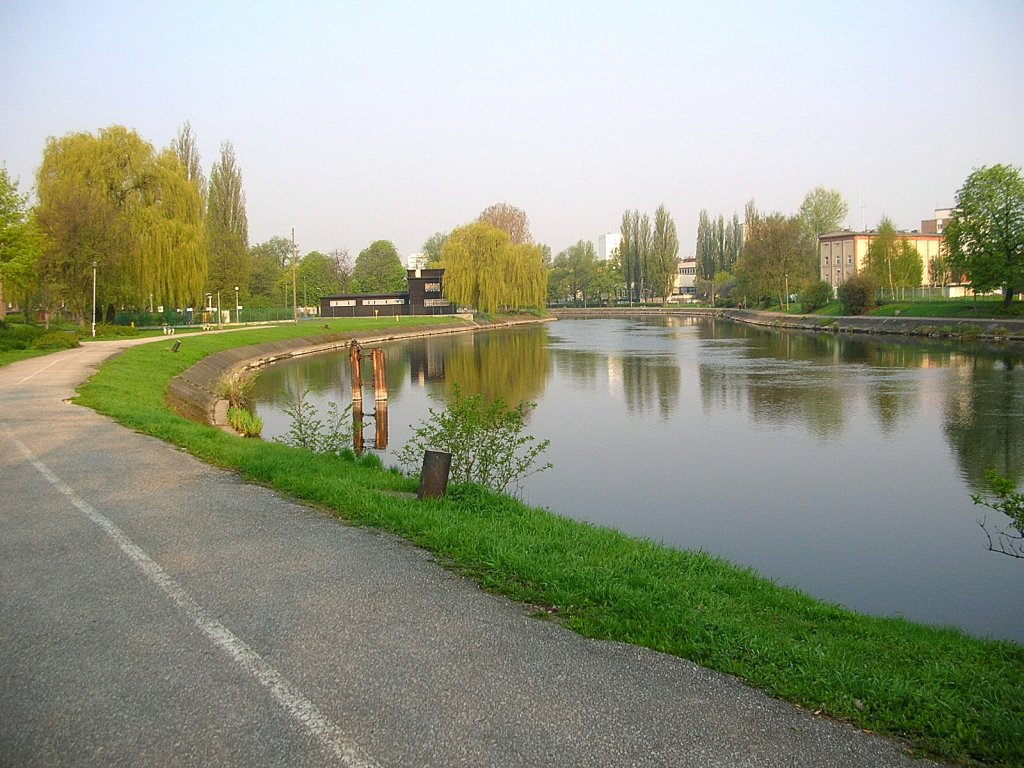
Bulwary w tzw. dzielnicy wioślarzy

| Nr  | Typ                     | Lokalizacja                                                          | Sztuk | Uwagi |
| 1.  | Dąb szypułkowy          | na terenie stanicy wodnej w Janowie                                  | 1     | zwany „Magda” obwód w pierśnicy: 450 cm                                                                   |
| 2.  | Topola biała            | Bulwary nad Brdą                                                     | 1     | „Ewa” obwód w pierśnicy 405 cm                                                                            |
| 3.  | Platan klonolistny      | przed budynkiem Dyrekcji Kolei                                       | 4     | 130 lat, obwody w pierśnicy: 320, 343, 403 i 408 cm                                                       |
| 4.  | Platan klonolistny      | plac Teatralny                                                       | 1     | obwód w pierśnicy: 350 cm                                                                                 |
| 5.  | Cis pospolity           | plac Teatralny                                                       | 4     | krzewy |
| 6.  | Wiąz szypułkowy         | ul. Bernardyńska 6, przy kościele garnizonowym                       | 1     | obwód w pierśnicy: 298 cm                                                                                 |
| 7.  | Kasztanowiec biały      | ul. Bernardyńska 6, w obrębie posesji Wydziału Rolnego UTP           | 1     | |
| 8.  | Winobluszcz trójklapowy | ul. Bernardyńska 6, na budynku Wydziału Rolnego UTP                  | 1     | |
| 9.  | Perełkowiec japoński    | ul. Fordońska 2, przy Rondzie Fordońskim                             | 1     | obwód w pierśnicy 160 cm                                                                                  |
| 10. | Katalpa zwyczajna       | ul. Fordońska 6                                                      | 2     | o obwodach w pierśnicy 66, 106 cm                                                                         |
| 11. | Dąb szypułkowy          | ul. Fordońska 86, między torem kartingowym, a budynkami mieszkalnymi | 9     | obwody w pierśnicy 301–487 cm, największe skupisko pomnikowych dębów w Bydgoszczy, wiek drzew 350-400 lat |
| 12. | Kasztanowiec biały      | przy dworcu kolejowym Bydgoszcz Wschód, ul. Inwalidów 26             | 1     | obwód w pierśnicy 307 cm                                                                                  |
| 13. | Dąb szypułkowy          | ul. Toruńska 302                                                     | 1     | najstarszy w Bydgoszczy dąb „Bartek” o obwodzie w pierśnicy 625 cm i wieku 500-600 lat                    |
| 14. | Olsza czarna            | ul. Toruńska 157, na cyplu grobli przy jazie Czersko Polskie         | 1     | obwód w pierśnicy 370 cm                                                                                  |
| 15. | Topola czarna           | ul. Toruńska 157, przy jazie Czersko Polskie                         | 1     | obwód w pierśnicy 459 cm                                                                                  |
| 16. | Wierzba biała           | ul. Toruńska 157, przy jazie Czersko Polskie                         | 1     | obwód w pierśnicy 392 cm                                                                                  |